# Хигасикава
Хигасикава (яп. 東川町 Хигасикава-тё:) — посёлок в Японии, находящийся в уезде Камикава округа Камикава губернаторства Хоккайдо. Площадь посёлка составляет 247,06 км², население — 7914 человек (30 июня 2014), плотность населения — 32,03 чел./км².

## Географическое положение
Посёлок расположен на острове Хоккайдо в губернаторстве Хоккайдо. С ним граничат город Асахикава и посёлки Хигасикагура, Биэй, Камикава.

## Население
Население посёлка составляет 7914 человек (30 июня 2014), а плотность — 32,03 чел./км². Изменение численности населения с 1980 по 2005 годы:
| 1980 | 7774 чел. |  |
| 1985 | 7760 чел. |  |
| 1990 | 7418 чел. |  |
| 1995 | 7211 чел. |  |
| 2000 | 7671 чел. |  |
| 2005 | 7701 чел. |  |

## Символика
Деревом посёлка считается Cercidiphyllum japonicum, цветком — рододендрон даурский.